# Heikki A. Alikoski
Heikki A. Alikoski (1912 – 28 de diciembre de 1997) fue un astrónomo finlandés descubridor de asteroides.
Desde 1937 hasta 1956 trabajó como ayudante de Yrjö Väisälä en el observatorio de Turku.

## Asteroides descubiertos
Entre 1938 y 1953 descubrió 13 asteroides. El Minor Planet Center acredita sus descubrimientos como H. Alikoski.
| Asteroides descubiertos: 13 | Asteroides descubiertos: 13 |
| --------------------------- | --------------------------- |
| (1508) Kemi                 | 21 de octubre de 1938       |
| (1512) Oulu                 | 18 de marzo de 1939         |
| (1697) Koskenniemi          | 8 de septiembre de 1940     |
| (1715) Salli                | 9 de abril de 1938          |
| (1786) Raahe                | 9 de octubre de 1948        |
| (2180) Marjaleena           | 8 de septiembre de 1940     |
| (2257) Kaarina              | 18 de agosto de 1939        |
| (2487) Juhani               | 8 de septiembre de 1940     |
| (2573) Hannu Olavi          | 10 de marzo de 1953         |
| (2714) Matti                | 5 de abril de 1938          |
| (2911) Miahelena            | 8 de abril de 1938          |
| (3776) Vartiovuori          | 5 de abril de 1938          |
| (4066) Haapavesi\|          | 7 de septiembre de 1940     |

## Reconocimientos y méritos
El asteroide (1567) Alikoski descubierto por Yrjö Väisälä fue nombrado así en su honor.